# Снијежница (језеро)
Језеро Снијежница је вјештачко, акумулационо језеро, у селу Снијежница, код Теочака, на линији разграничења између Федерације БиХ и Републике Српске у Босни и Херцеговини, изграђено за потребе термоелектране у Угљевику. Језеро су пуни водом из ријека Брзаве и Растошнице и још мањих водотока (Чарков поток, Обршински поток, Дубоки поток)  а вода се испушта у ријеку Јању. Налази се на површини од 172 хектара, а максимална дубина му је 49 метара.

## Изградња
Изградња термоелектране у Угљевику је почела 1979. године. Због потреба за великим количинама воде за рад постројења ТЕ, у исто вријеме, кренуло се и са изградњом акумулационог језера. На неких 10-ак километара од објекта ТЕ, узводно ријеком Јањом, у селу Снијежница изграђена је брана на Растошничкој ријеци. Упоредо са радовима вршена је и експропријација земљишта. Већим дијелом језеро се налазило на површини тадашње општине Угљевик, али један дио језера је захватао и дијелове општина Зворник и Лопаре. Дијелови села Снијежница (тада општина Угљевик, сада општина Теочак) и Растошница (тада општина Зворник, сада општина Сапна) су морали бити исељени. Поред приватних објеката, и црква у Растошници (изграђена 1972. године) је дјелимично потопљена и још увијек се налази у приобаљу језера. У близини изграђен је нови храм, од средстава накнаде и обештећења.

## Рат 1992—1995. година
Почетком рата у Босни и Херцеговини, језеро Снијежница се налазило у зони ратних дејстава. Један дио језера је био контролисан од војних снага Срба, а већи дио су контролисале бошњачке снаге. Брана у Снијежници је, од стране Армије РБиХ минирана, и представљала је пријетњу за становништво у Угљевику, јер би се у случају рушења бране ово мјесто нашло на директном путу огромне количине воде, што би довело до деструкције и великог броја жртава. Средином рата се, чак, десило да је локална власт у Угљевику становништву препоручила евакуацију, јер је имала сазнање да ће муслиманске снаге, како је речено, „пустити брану“.
Дејтонским споразумом дијелови општина Угљевик и Зворник су припали Федерацији БиХ, тако да су од њих формиране двије нове општине Теочак и Сапна. Један, мањи дио језера је овим споразумом припао Републици Српској и то у дијелу који је и прије рата припадао општини Лопаре.
Термоелектрана у Угљевику и даље користи језеро, али се брана више не налази у саставу тог предузећа, него је у посједу Електропривреде Босне и Херцеговине, која је у већинском власништву Федерације БиХ. Због великих накнада за кориштење воде језера разматрала се и изградња новог језера на територији општине Угљевик.

## Рибљи фонд
Језеро Снијежница се константно порибљава. Бригу о рибљем фонду воде Спортска риболовна друштва „Шаран“ из Теочака и „Шкобаљ“ из Сапне. Рибе које се могу уловити у језеру су: бабушка, скобаљ, клијен, шаран, штука, пастрмка, црвенперка, сом, смуђ. У језеру су забиљежени и примјерци ракова што говори о чистоћи воде.

## Туризам
На језеру не постоји озбиљно организован туризам. Углавном се ради о излетничком и спортско-риболовном туризму. Постоји уређена плаже, али без садржаја. Тренутно, само један угоститељски објекат постоји на језеру. 
Присутна је изградња непланских и нелегалних објеката у непосредној близини језерског појаса, што значајно угрожава естетске вредности овог подручја. Такође, простор језера био је дијелом зоне ратних дејстава и у сјеверозападном дијелу језера данас је регистровано подручје минских поља, које је означено сигнализацијом ради безбедности и превенције ризика.

## Галерија
- Брана на језеру
- Излетници на језеру